# Tirepied-sur-Sée
Tirepied-sur-Sée is een fusiegemeente (commune nouvelle) in het Franse departement Manche (regio Normandië). De plaats maakt deel uit van het arrondissement Avranches. Tirepied-sur-Sée is op 1 januari 2019 ontstaan door de fusie van de gemeenten Tirepied en La Gohannière. De gemeente telde 953 inwoners op 1 januari 2022.

## Geografie
De oppervlakte van Tirepied-sur-Sée bedroeg op 1 januari 2022 22,55 vierkante kilometer; de bevolkingsdichtheid was toen 42,3 inwoners per km².

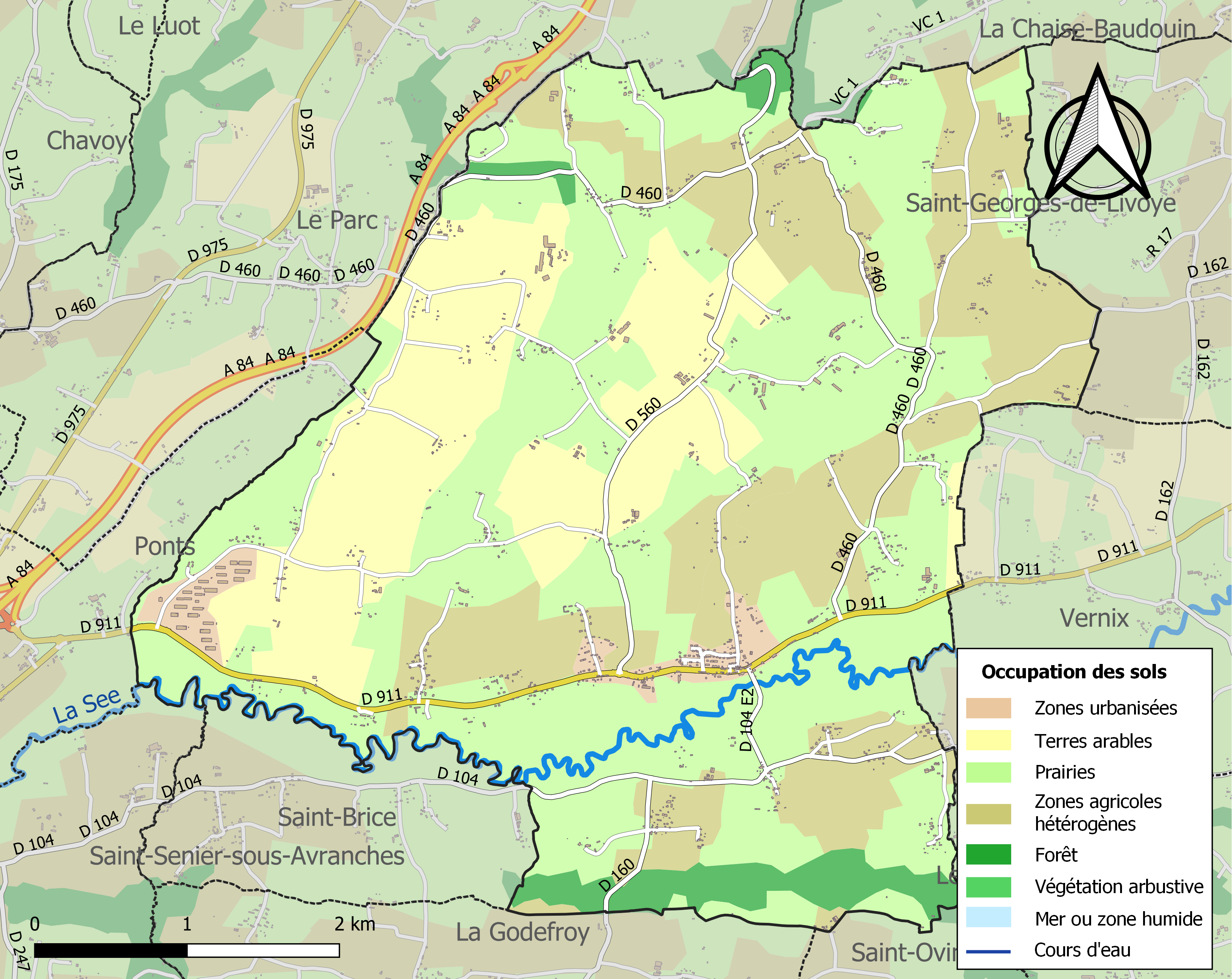
Kaart van de gemeente met de belangrijkste infrastructuur, bodemgebruik en omliggende gemeenten